# ロバート・バーンズ (美術家)
ロバート・バーンズ（Robert Burns, HRSA, RSW、1869年 - 1941年）は、スコットランド生まれの画家、工芸家である。アーツ・アンド・クラフツ運動の中で活動した。

## 略歴
エディンバラで生まれた。父親のアーチボールド・バーンはスコットランドのハミルトン出身の写真家であった。家族はエディンバラの中心にあるカールトン・ヒルの、かつて画家のデイビット・オクタウィウス・ヒル（David Octavius Hill: 1802-1870）のスタジオであった邸にしばらく住んだ。エディンバラの学校で学んだ後、グラスゴーに移り、グラスゴー美術学校の夜間クラスに入学した。画家のエドワード・アーサー・ウォルトン（1860-1922）に勧められて画家の道に進むことになり、ロンドンに移り、ウェストミンスター美術学校（Westminster School of Art）のフレデリック・ブラウンに学んだ。
1889年にパリに移り、その後2年間、私立の美術学校のアカデミー・ドレクリューズで、オーギュスト・ジョゼフ・ドレクリューズやポール＝ルイ・ドゥランス、エドワード・エルツに学んだ。
スコットランドで活動し、1901年スコットランド芸術家協会（Society of Scottish Artists）の会長に選ばれた。1920年にはモロッコに旅した。1924年に再びスコットランド芸術家協会の会長に選ばれ、1927年までその仕事を続けた。
パトリック・ゲデスによるスコットランドの近代都市計画の理念やウィリアム・モリスらのアーツ・アンド・クラフツ運動の信奉者となり様々な工芸の分野でも活躍した。
1908年から1919年までエディンバラ・カレッジ・オブ・アート（Edinburgh College of Art）で絵画を教えた。
画家としてはアール・ヌーボーのスタイルの絵画や人物画を描いた。

## 作品

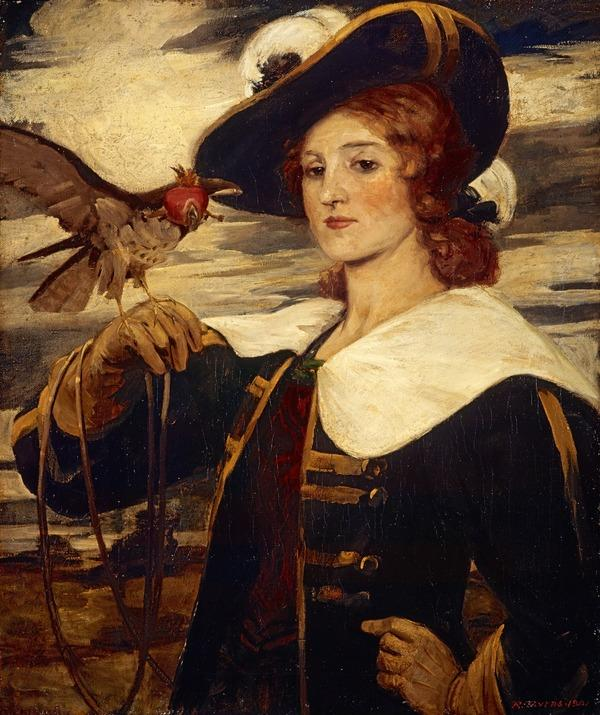
鷹と少女 (1901) National Galleries of Scotland
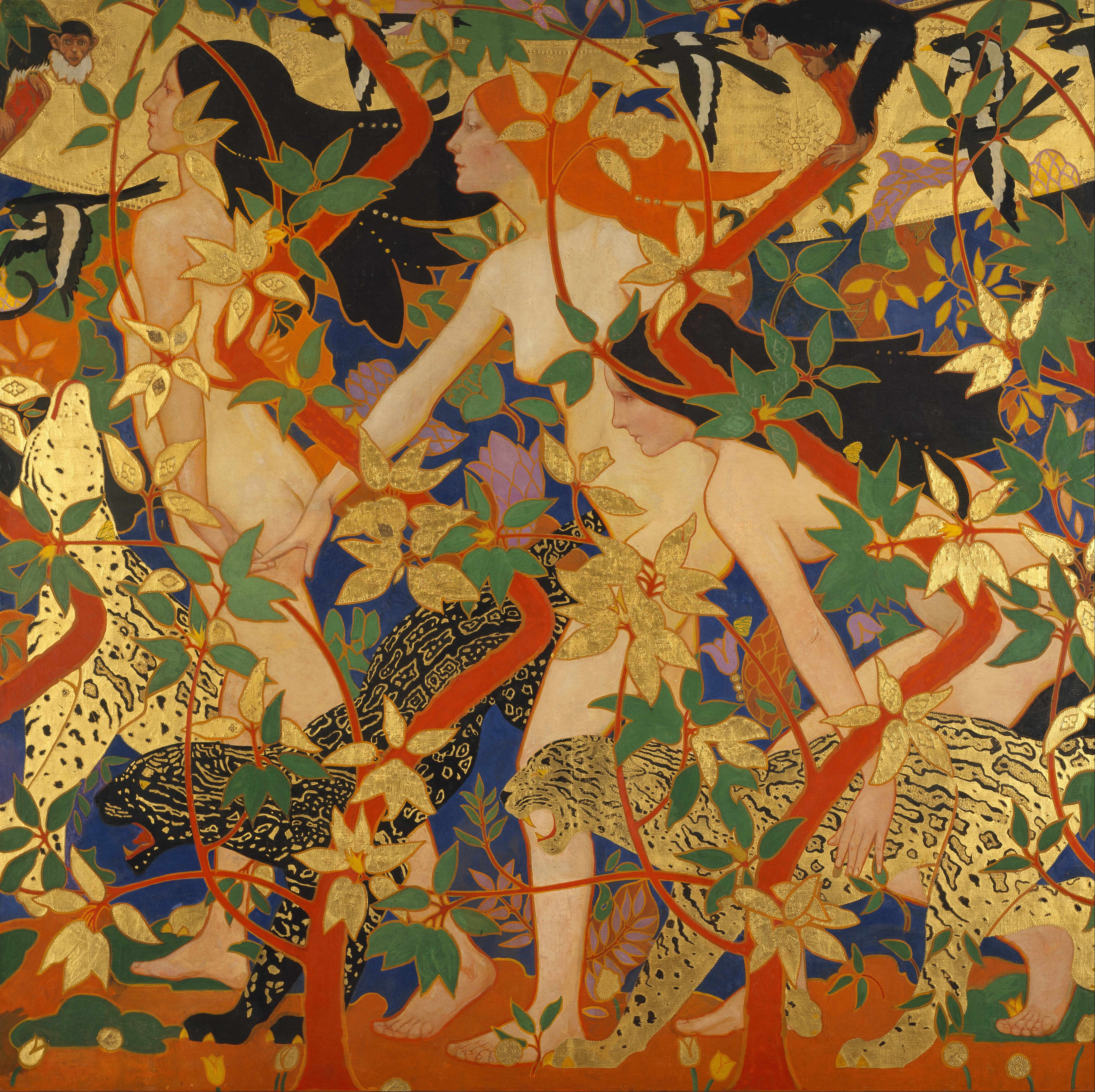
ダイアナとニンフたち (1926) 77 National Galleries of Scotland
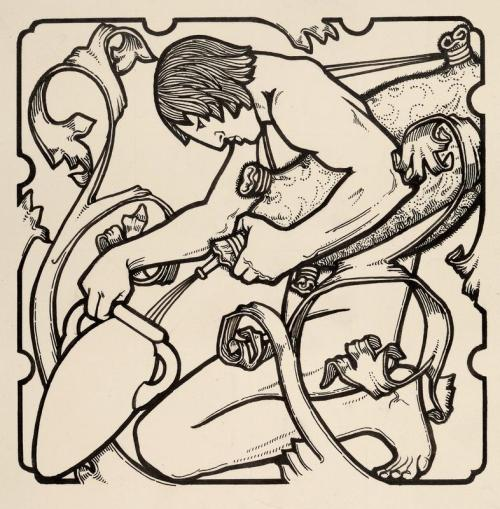
ペン画 "Signs of the Zodiac" アバディーン美術館